# Tomasz Zając (samorządowiec)
Tomasz Piotr Zając (ur. 9 września 1971 w Hrubieszowie) – polski samorządowiec i urzędnik, z wykształcenia politolog, w latach 2011–2014 przewodniczący sejmiku lubelskiego, w latach 2014–2018 burmistrz Hrubieszowa, od 2018 wójt gminy wiejskiej Hrubieszów.

## Życiorys
W 1995 został absolwentem politologii na Wydziale Politologii Uniwersytetu Marii Curie-Skłodowskiej w Lublinie. Ukończył studia podyplomowe z zakresu: samorządu terytorialnego w Lubelskim Ośrodku Kształcenia Samorządowego przy Fundacji Rozwoju KUL (1996), wyceny nieruchomości w Akademii Rolniczo-Technicznej w Olsztynie (1999), samorządu terytorialnego i rozwoju lokalnego na Uniwersytecie Warszawskim (2006) oraz zarządzania projektami społecznymi na Katolickim Uniwersytecie Lubelskim (2007). Został też absolwentem Akademii Liderów Samorządowych w Wyższej Szkole Bankowej w Poznaniu. Działał także jako prezes Lokalnej Grupy Działania „Lepsze Jutro” (2006–2010) i członek zarządu Stowarzyszenia Samorządów Euroregionu Bug, Związku Województw Rzeczypospolitej Polskiej oraz Szwadronu Ziemi Hrubieszowskiej im. 2 Pułku Strzelców Konnych. Był sekretarzem zarządu oddziału miejsko-gminnego OSP.
Pracował w Urzędzie Miasta i Urzędzie Gminy w Hrubieszowie. Od 1997 do 2003 był zastępcą dyrektora, a od 2003 do 2004 dyrektorem Powiatowego Urzędu Pracy w Hrubieszowie. W latach 2005–2014 był sekretarzem gminy wiejskiej Hrubieszów, zasiadał też w radzie powiatu hrubieszowskiego. W 2010 został wybrany na radnego sejmiku województwa lubelskiego z listy Polskiego Stronnictwa Ludowego. 9 grudnia 2011 został przewodniczącym sejmiku po tym, jak zajmujący dotychczas to stanowisko Arkadiusz Bratkowski objął dodatkowy mandat europosła, przyznany Polsce w traktacie lizbońskim.
W wyborach samorządowych w 2014 nie ubiegał się o reelekcję do sejmiku i 1 grudnia 2014 zakończył pełnienie funkcji, kandydował natomiast stanowisko burmistrza Hrubieszowa z ramienia lokalnego KWW „Porozumienie i Rozwój”. W pierwszej turze uzyskał najlepszy wynik (42,11% poparcia). W drugiej turze pokonał posła Twojego Ruchu Marka Poznańskiego, zdobywając 66,52% poparcia i 3431 głosów. Z powodzeniem kandydował także do rady powiatu hrubieszowskiego (mandatu nie objął z racji niepołączalności funkcji). W 2018 został natomiast wybrany na wójta gminy wiejskiej Hrubieszów, uzyskując w pierwszej turze 55,44% głosów. W 2024 z powodzeniem ubiegał się o reelekcję (z wynikiem 75,57% głosów w pierwszej turze).

## Życie prywatne
Syn Antoniego i Marianny. Żonaty z Agnieszką, ma córkę Julię i syna Michała.